# علیمردانلی
علیمردانلی (به لاتین: Əlimərdanlı) یک منطقهٔ مسکونی در جمهوری آذربایجان است که در شهرستان تووز واقع شده‌است.

## خصوصیات
علیمردانلی  ۳٬۰۶۰ نفر جمعیت دارد.